# Mestre dos Livros de Oração de 1500
O mestre dos livros de oração de cerca de 1500 foi um pintor flamengo de manuscritos iluminados e miniaturas ativas de Bruges a partir de cerca de 1485 até por volta de 1520. Seu nome é derivado de uma coleção de manuscritos devocionais do mesmo artista que data de cerca do início do século XVI. O nome não obstante, o mestre é mais conhecido pelo trabalho que em que pintava imagens seculares, incorporando detalhes da vida diária em uma série de suas narrativas originais. Seu interesse pela vida da corte, bem como as atividades diárias das classes mais baixas, pode ser visto como bem em suas pinturas para calendários. Ao contrário de outros artistas de sua época, ele não demonstrou interesse em pintar paisagens. Seu excepcional Romance da Rosa na Biblioteca Britânica Harley MS 4425 tem 92 miniaturas grandes e de alta qualidade, com uma data por volta de 1500.